# レト・チュップ

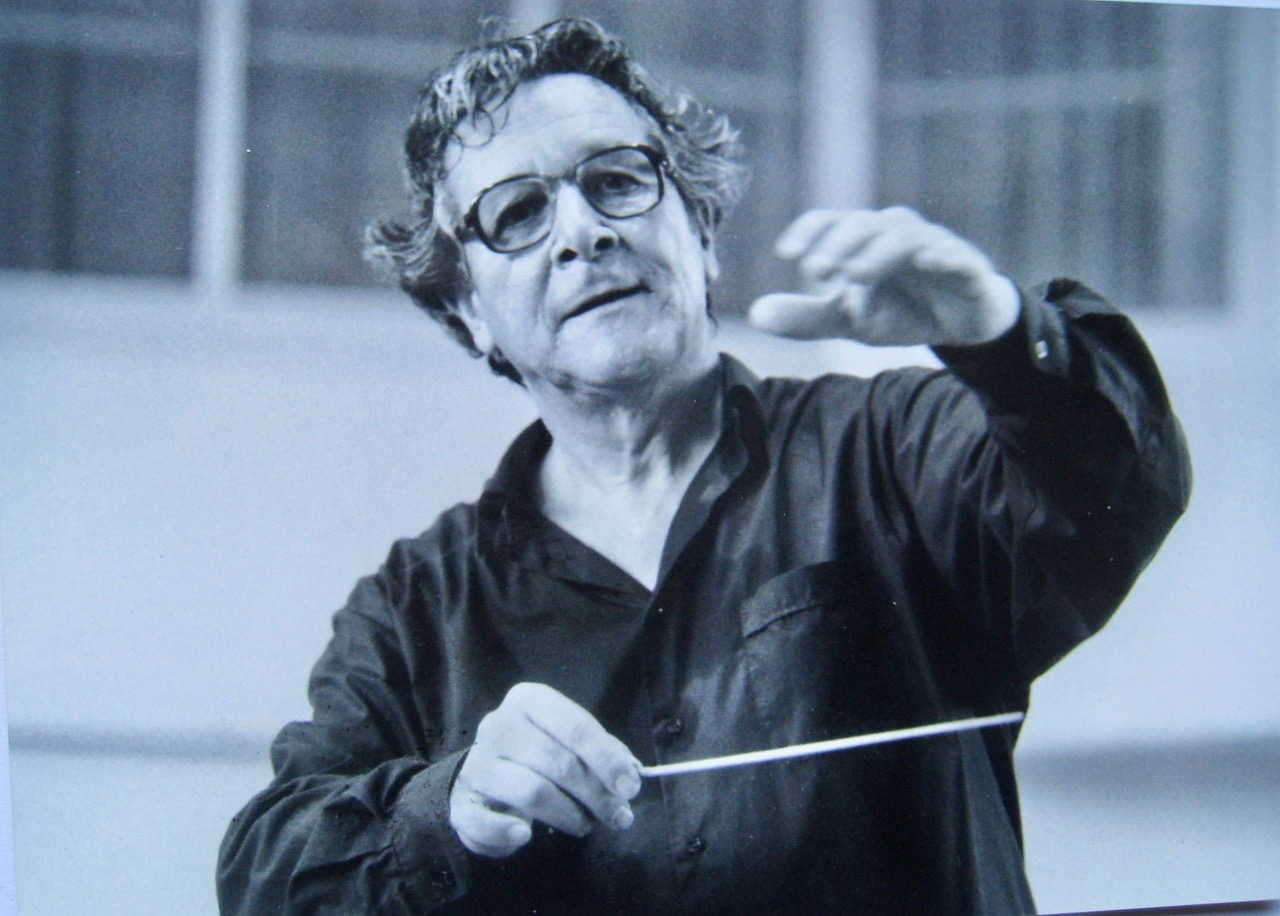
レト・チュップ, Räto Tschupp

レト・チュップ（Räto Tschupp, 1929年7月30日 - 2002年2月12日）は、スイス出身の指揮者。

## 概要
グラウビュンデン州トゥージスに生まれる。チューリッヒ音楽院でチェスラフ・マレクにピアノを学んだほか、コントラバスや指揮法も学んだ。1957年に室内管弦楽団のカメラータ・チューリッヒを設立し、亡くなるまで音楽監督としてそこオーケストラを率いた。1975年から1996年までチューリヒ混声合唱団の指揮者、1989年から2001年までアールガウ交響楽団の首席指揮者のそれぞれを兼任。1974年にはチューリッヒ市よりハンス・ゲオルク・ネーゲリ・メダルを授与されている。
1976年から1988年までカールスルーエ音楽大学で指揮法を教えていた。クールにて没した。